# Mizija
Mizija (in bulgaro Мизия?) è un comune bulgaro situato nella regione di Vraca di 9 166 abitanti (dati 2009). La sede comunale è nella località omonima.

## Località
Il comune è formato dall'insieme delle seguenti località:
- Mizija (sede comunale)
- Krušovica
- Lipnica
- Saraevo
- Sofronievo (già Sărbenica)
- Vojvodovo